# Summer McIntosh
Summer McIntosh (Toronto, 18 augustus 2006) is een Canadese zwemster. Ze vertegenwoordigde haar vaderland op de Olympische Zomerspelen 2020 in Tokio. McIntosh is de dochter van oud-zwemster Jill Horstead en de jongere zus van kunstrijdster Brooke McIntosh.

## Carrière
Bij haar internationale debuut, tijdens de Olympische Zomerspelen van 2020 in Tokio, eindigde McIntosh als vierde op de 400 meter vrije slag, daarnaast werd ze uitgeschakeld in de halve finales van de 200 meter vrije slag en in de series van de 800 meter vrije slag. Op de 4×200 meter vrije slag eindigde ze samen met Rebecca Smith, Kayla Sanchez en Penny Oleksiak op de vierde plaats. Op de wereldkampioenschappen kortebaanzwemmen 2021 in Abu Dhabi veroverde McIntosh de zilveren medaille op de 400 meter vrije slag en eindigde ze als vijfde op de 200 meter vrije slag. Samen met Kayla Sanchez, Katerine Savard en Rebecca Smith behaalde ze de wereldtitel op de 4×200 meter vrije slag. Op de 4×100 meter wisselslag zwom ze samen met Kylie Masse, Sydney Pickrem en Katerine Savard in de series, in de finale legden Masse en Pickrem samen met Margaret MacNeil en Kayla Sanchez beslag op de zilveren medaille. Voor haar aandeel in de series ontving McIntosh eveneens de zilveren medaille.
Tijdens de wereldkampioenschappen zwemmen 2022 in Boedapest werd McIntosh wereldkampioene op zowel de 200 meter vlinderslag als de 400 meter wisselslag, daarnaast sleepte ze de zilveren medaille in de wacht op de 400 meter vrije slag. Samen met Kayla Sanchez, Taylor Ruck en Penny Oleksiak veroverde ze de bronzen medaille op de 4×200 meter vrije slag.
Bij de Olympische Zomerspelen 2024 won McIntosh 4 medailles: 3 gouden en 1 zilveren.

## Internationale toernooien
| Jaar | Olympische Spelen                                                              | WK langebaan                                                             | WK kortebaan | PanPacs                                   | Gemenebestspelen                          |
| ---- | ------------------------------------------------------------------------------ | ------------------------------------------------------------------------ | --- | ----------------------------------------- | ----------------------------------------- |
| 2020 | Geen toernooien vanwege de coronapandemie                                      | Geen toernooien vanwege de coronapandemie                                | Geen toernooien vanwege de coronapandemie | Geen toernooien vanwege de coronapandemie | Geen toernooien vanwege de coronapandemie |
| 2021 | 9e 200m vrije slag 4e 400m vrije slag 11e 800m vrije slag 4e 4×200m vrije slag |                                                                          | 5e 200m vrije slag · 400m vrije slag · serie 800m vrije slag · 4×200 meter vrije slag · 4×100 meter wisselslag · McIntosh zwom enkel de series |                                           |                                           |
| 2022 |                                                                                | 400m vrije slag · 200m vlinderslag · 400m wisselslag · 4×200m vrije slag | 13-18 december |                                           | 28 juli-8 augustus                        |

## Persoonlijke records
Bijgewerkt tot en met 22 juni 2022
Kortebaan
| Afstand          | Tijd    | Datum            | Plaats    |
| ---------------- | ------- | ---------------- | --------- |
| 200m vrije slag  | 1.53,65 | 16 december 2021 | Abu Dhabi |
| 400m vrije slag  | 3.57,75 | 18 november 2021 | Eindhoven |
| 800m vrije slag  | 8.13,37 | 17 december 2021 | Abu Dhabi |
| 200m vlinderslag | 2.06,61 | 27 augustus 2021 | Napels    |
| 200m wisselslag  | 2.14,40 | 8 november 2019  | Etobicoke |
| 400m wisselslag  | 4.26,44 | 10 december 2021 | Toronto   |

Langebaan
| Afstand          | Tijd    | Datum        | Plaats              |
| ---------------- | ------- | ------------ | ------------------- |
| 200m vrije slag  | 1.54,79 | 22 juni 2022 | Boedapest           |
| 400m vrije slag  | 3:54,18 | 8 juni 2025  | Victoria            |
| 800m vrije slag  | 8.25,04 | 29 juli 2021 | Tokio               |
| 200m vlinderslag | 2.05,20 | 22 juni 2022 | Boedapest           |
| 200m wisselslag  | 2.10,75 | 28 mei 2022  | Canet-en-Roussillon |
| 400m wisselslag  | 4.24,38 | 16 mei 2024  | Toronto             |